# Koláre
Koláre jsou obec na Slovensku v okrese Veľký Krtíš. Žije zde 243 obyvatel. Rozloha obce je 5,31 km².

## Kultura a zajímavosti

### Památky
- Římskokatolický kostel sv. Mikuláše a sv. Štěpána, jednolodní neobarokní stavba se segmentovým zakončením presbytáře z roku 1899. Vznikl použitím obvodových zdí starší barokní stavby. Kostel prošel obnovou v roce 1950. Na střeše kostela je umístěna malá zvonice.[2]

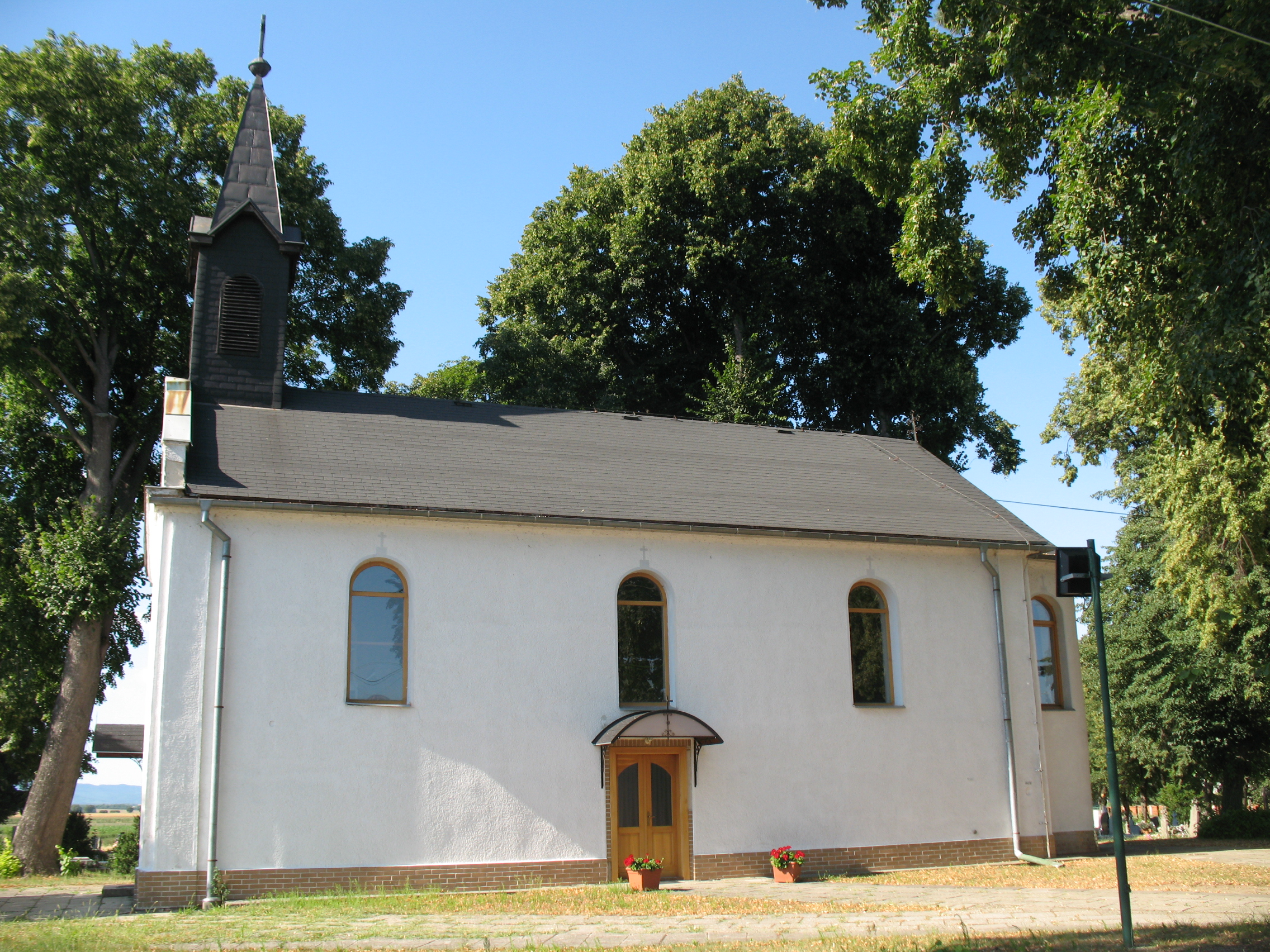
Kostel sv. Mikuláše a Štěpána
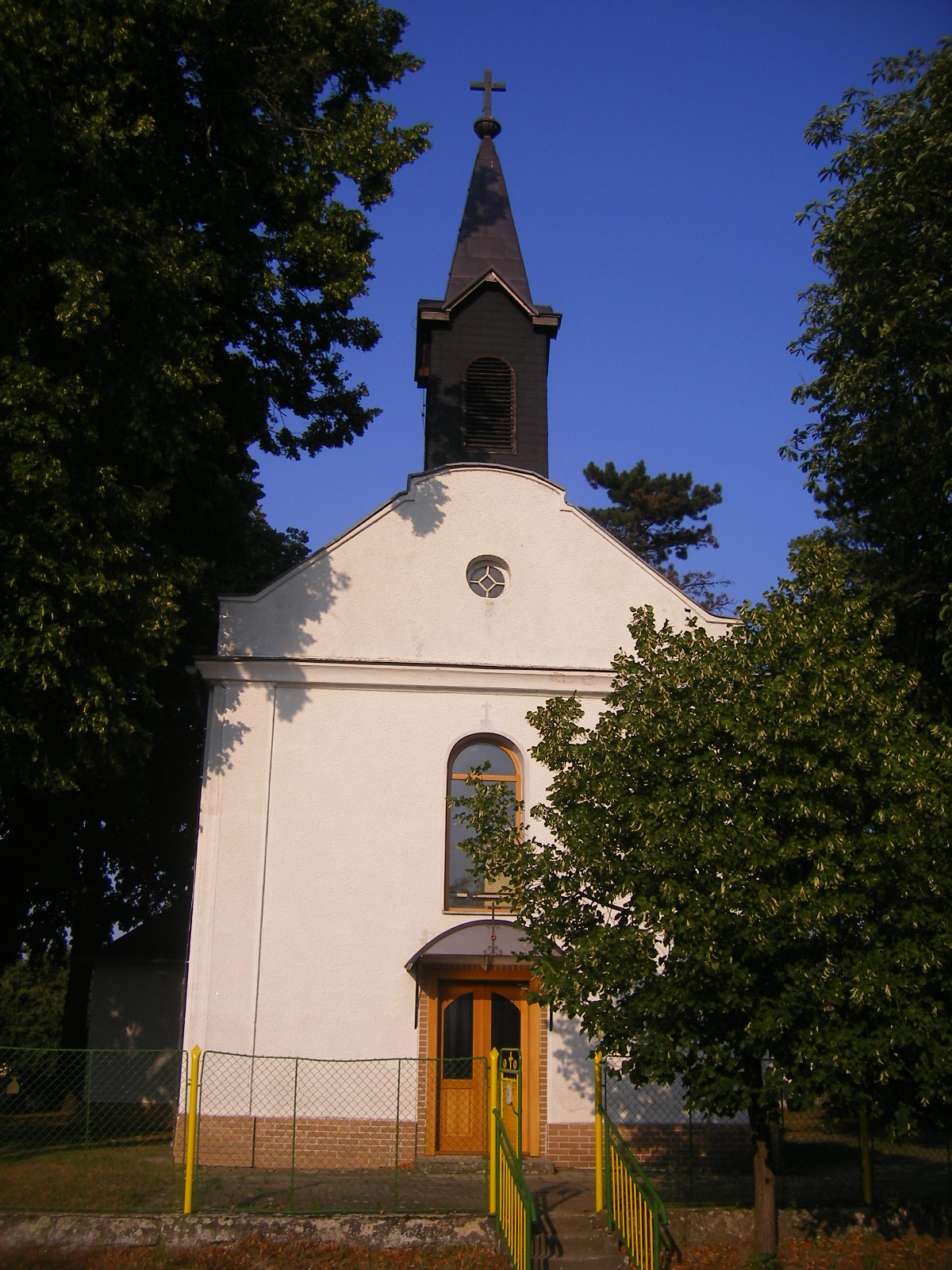
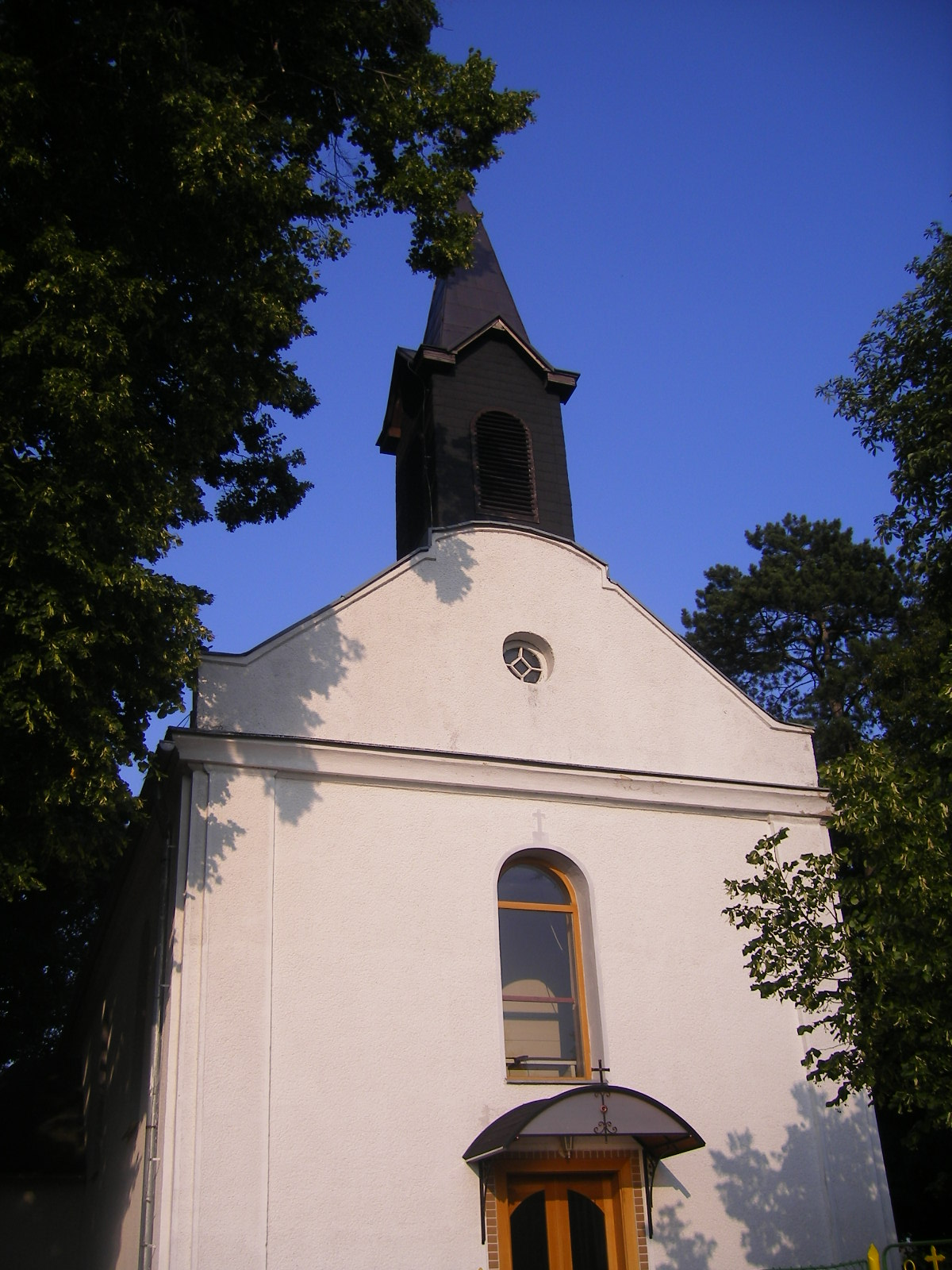
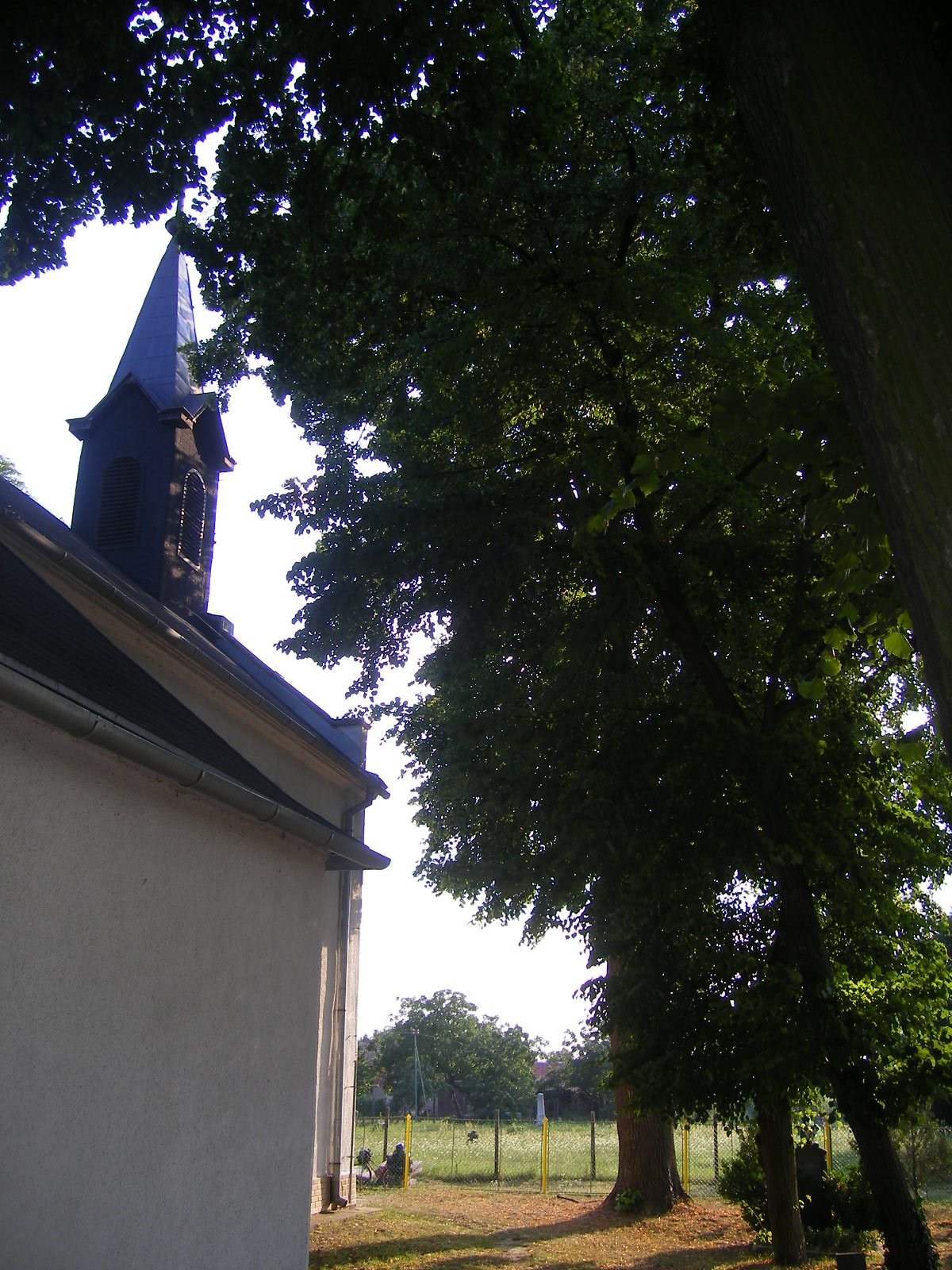